# كولن كالدروود
كولن كالدروود (بالإنجليزية: Colin Calderwood)‏ مواليد 20 يناير 1965 في إسكتلندا، هو لاعب كرة قدم إسكتلندي. يلعب كمدافع. سبق له أن لعب في كأس العالم لكرة القدم 1998 مع منتخب بلاده.

## المسيرة الاحترافية

### أندية لعب لها
- سويندون تاون
- نادي توتنهام هوتسبير
- أستون فيلا
- نوتينغهام فورست

## روابط خارجية
- كولن كالدروود على موقع الاتحاد الدولي (مؤرشف)  (الإنجليزية)
- كولن كالدروود على موقع الاتحاد الأوربي (الإنجليزية)
- كولن كالدروود على موقع قاعدة بيانات كرة القدم.إي يو (الإنجليزية)
- كولن كالدروود على موقع ناشيونال فوتبول تيمز (الإنجليزية)
- كولن كالدروود على موقع Soccerbase.com (لاعب) (الإنجليزية)
- كولن كالدروود على موقع Soccerbase.com (مدرب) (الإنجليزية)
- كولن كالدروود على موقع عالم كرة القدم.نت (الإنجليزية)